# Setenta
El setenta (70) es el número natural que sigue al sesenta y nueve y precede al setenta y uno.

## Propiedades matemáticas
- Es un número compuesto, que tiene los siguientes factores propios: 1, 2, 5, 7, 10, 14 y 35. Como la suma de sus factores es 74 > 70, se trata de un número abundante.
- Es un número pentagonal.
- Es un número de Harshad.
- Número esfénico.
- Número de Erdős-Woods.

## Características
- El 70 es el número atómico del iterbio, un lantánido.

- Datos: Q712514
- Multimedia: 70 (number) / Q712514